# Darwin Machís
Darwin Daniel Machís Marcano (ur. 7 lutego 1993 w Tucupicie) – piłkarz wenezuelski grający na pozycji skrzydłowego w hiszpańskim klubie Cádiz CF, do którego jest wypożyczony z Realu Valladolid oraz w reprezentacji Wenezueli. Posiada również obywatelstwo hiszpańskie.

## Kariera piłkarska
Karierę piłkarską Machís rozpoczął w klubie Mineros Guayana. W 2011 roku awansował do kadry pierwszego zespołu. 21 sierpnia 2011 zadebiutował w wenezuelskiej Primera División w zremisowanym 1:1 wyjazdowym meczu z Estudiantes Mérida. W sezonie 2011/2012 zdobył z Mineros Puchar Wenezueli.
W 2012 roku Machís przeszedł do Granady. W Granadzie zadebiutował 20 sierpnia 2012 w przegranym 0:1 wyjazdowym meczu z Rayo Vallecano. W 90. minucie meczu zmienił Youssefa El-Arabiego.
| Sezon   | Klub            | Kraj       | Rozgrywki          | Mecze | Bramki |
| ------- | --------------- | ---------- | ------------------ | ----- | ------ |
| 2011/12 | Mineros Guayana | Wenezuela  | Primera División   | 28    | 8      |
| 2012/13 | Granada CF      | Hiszpania  | Primera División   | 4     | 0      |
| 2013/14 | Granada CF B    | Hiszpania  | Segunda División B | 27    | 10     |
| 2013/14 | Vitória SC B    | Portugalia | Segunda Liga       | 8     | 1      |
| 2013/14 | Vitória SC      | Portugalia | Primeira Liga      | 3     | 0      |
| 2013/14 | Hércules CF     | Hiszpania  | Segunda División   | 3     | 0      |
| 2014/15 | Granada CF      | Hiszpania  | Primera División   | 3     | 0      |
| 2015/16 | SD Huesca       | Hiszpania  | Segunda División   | 38    | 9      |
| 2016/17 | CD Leganés      | Hiszpania  | Primera División   | 27    | 1      |
| 2017/18 | Granada CF      | Hiszpania  | Segunda División   | 30    | 12     |
| 2018/19 | Udinese Calcio  | Włochy     | Serie A            | 13    | 0      |
| 2018/19 | Cádiz CF        | Hiszpania  | Segunda División   | 15    | 8      |

## Kariera reprezentacyjna
W reprezentacji Wenezueli Machís zadebiutował 23 grudnia 2011 w przegranym 0:2 towarzyskim meczu z Kostaryką, rozegranym w Barquisimeto.